# Castelo Hanssen
Aristides Castelo Hanssen (São Paulo, 3 de setembro de 1941 – Guarulhos, 6 de março de 2020) foi um poeta, escritor e jornalista brasileiro 

## Biografia
Nascido no bairro paulistano do Paraíso, de um pai de origem dinamarquesa e uma mãe de origem catalã, fundou o Colégio Brasileiro de Poetas de Mauá, do grupo literário Letraviva de Guarulhos e da Academia Guarulhense de Letras. Foi presidente honorário da Sociedade Guarulhense de Cultura Artística.
Iniciou a carreira escrevendo crônicas para os semanários A Ação e Tribuna Popular de Santo André. Iniciou o trabalho profissional como repórter na Folha Metropolitana (Santo André), transferindo-se depois, para a Folha Metropolitana de Guarulhos, onde foi editor de política, assinou a coluna No Mundo da Música Sertaneja, e coordenou o suplemento Folha Literária.
De 1984 a 2001 trabalhou no jornal Olho Vivo de Guarulhos. Aposentou-se por deficiência visual. Continuou como colaborador eventual até 2004, com artigos abordando temas do momento de forma poética e bem humorada. Em 2007 voltou a escrever artigos eventuais para o extinto Diário de Guarulhos, marca que o Olho Vivo adotou em 2006.
Participou ativamente de movimentos culturais de Guarulhos, principalmente na Casa dos Cordéis, espaço criado por Bosco Maciel.
Em 1997 recebeu o troféu Paulo Francis, outorgado pela antiga Tribuna de Guarulhos.
Foi presidente da Academia Guarulhense de Letras de 2008 a 2010, entidade que ajudou a fundar em 8 de dezembro de 1978, junto com Gasparino José Romão, Laerte Romualdo de Souza, Ary Baddini Tavares, Milton Luiz Ziller, Adolfo Vasconcelos Noronha, Norlandio Meirelles de Almeida, João Ranali, Flavio Cleto Giovanni Trombetti, Oscar Gonçalves, Hildebrando de Arruda Cotrim, Onofre Leite, Sylvio Ourique Fragoso, Geraldo Penteado de Queiroz e Néfi Tales.
Faleceu em 6 de março de 2020 por infecção de corrente sanguínea e doença do rim crônica após ficar internado por cerca de 10 dias no Hospital Geral de Guarulhos. Familiares e os amigos se despediram de Castelo com declamação de poesias de autoria dele ou em sua homenagem, transformando seu velório, carregado de muita emoção, em um sarau, além de contarem muitas histórias sobre sua liderança na cultura de Mauá e passagens pitorescas de sua atividade como jornalista em Guarulhos. Para ilustrar sua importância em Guarulhos, estiveram presentes no velório o prefeito Guti e o vice-prefeito Alexandre Zeitune, os ex-prefeitos Elói Pietá e Jovino Cândido, o ex-vereador Alemão, os vereadores Janete Pietá e Edmilson Souza, Arinaldo Silva (representando o vereador José Luiz) a ex-vereadora Luíza Cordeiro, o secretário de Cultura, Vítor Sousa, e o adjunto, Adalmir Abreu.
Sua morte foi noticiada por toda a imprensa de Guarulhos e também no obituário da Folha de S.Paulo. 
Recebeu várias homenagens de amigos e familiares nas redes sociais. O prefeito declarou luto oficial de três dias (a partir de 7 de março de 2020).

## Obras
- Canção pro Sol Voltar, Guarulhos
- A Flor que Drummond viu Nascer no Asfalto (Editora Gerundiogê - Biblioteca Monteiro Lobato, Guarulhos) (2008)
- Um Cego Fita o Horizonte (Editora AllPrint - Auditório Sincomércio, Guarulhos) (25 de julho de 2009)
- “Fragmentos de Memória” (Editora GerúndioG - Biblioteca Monteiro Lobato, Guarulhos) (28 de agosto de 2013)
- “Geremias Gemebundo” (Editora GerúndioG - Biblioteca Monteiro Lobato, Guarulhos) (28 de agosto de 2013)
- "Vermibus" - Curta Metragem de Rubens Mello - Personagem: "Vovô" - Agosto de 2012